# Михайловка (приток Раковки)
Михайловка — река в Михайловском районе Приморского края России, правый приток Раковки.

## Описание
Исток реки Михайловки находится в 1,5 км к северо-западу от села Дубки. Течёт в юго-восточном направлении и впадает в Раковку в 18 км от её устья. В Михайловку впадает 8 небольших притоков длиной менее 10 км, общей протяжённостью 15 км. Основной приток — река Бакарасьевка длиной 15 км. Протекает река по относительно равнинной местности, пересечённой ложбинами и долинами притоков. Встречаются отдельные холмы и холмистые гряды, частично покрытые лиственными лесами и кустарником. Пойма реки песчано-глинистая, на всю ширину затопляется при высоких паводках; русло  умеренно извилистое; берега открытые, местами обрывистые и крутые. Весеннее половодье слабовыраженное; в летне-осеннее время наблюдается до четырёх дождевых паводков, продолжительностью до трёх дней. Замерзает Михайловка в первой декаде ноября. Из-за малой водности в зимний период на некоторых её участках наблюдается промерзание. Вскрытие происходит в начале апреля.

### Данные водного реестра
- Код водного объекта в государственном водном реестре (ГВР) — 20040000412118200010839
- Код по гидрологической изученности (ГИ) — 118201083[3].

### Населённые пункты в долине реки
с. Дубки, с. Первомайское, с. Михайловка.